# هاكان كورتاش
هاكان كورتاش (بالتركية: Hakan Kurtaş)‏ هو ممثل وموسيقي وملحن تركي. ولد في 7 سبتمبر 1988 في إزمير في تركيا.

## روابط خارجية
- هاكان كورتاش على موقع IMDb (الإنجليزية)
- هاكان كورتاش على موقع روتن توميتوز (الإنجليزية)
- هاكان كورتاش على موقع قاعدة بيانات الفيلم (الإنجليزية)